# Adelsö
Adelsö – wyspa w środkowej części jeziora Melar, w Szwecji. Należy do gminy Ekerö. Zamieszkana przez około 750 mieszkańców. 

## Zajęcia
Mimo że wielu mieszkańców Adelsö pracuje w Sztokholmie, wciąż żywe jest rolnictwo i rybołówstwo. Znaleźć tutaj można restaurację, kawiarnię, ogrody komercyjne i sklep ogólnospożywczy. 

## Geografia
Krajobraz tworzą wzgórza i skaliste grzbiety porośnięte sosnami, pola i drzewa liściaste, zwłaszcza dębowe. Najwyższym punktem Adelsö jest Góra Kunsta (53,2 m n.p.m.).

## Zabytki
Na Adelsö znajdują się ruiny Hovgården, królewskiego dworu z epoki wikingów. Na południe od wyspy Adelsön znajduje się wyspa Björkö z wioską wikingów. W 1993 roku Birka i Hovgården zostały wpisane na listę światowego dziedzictwa UNESCO.

## Galeria

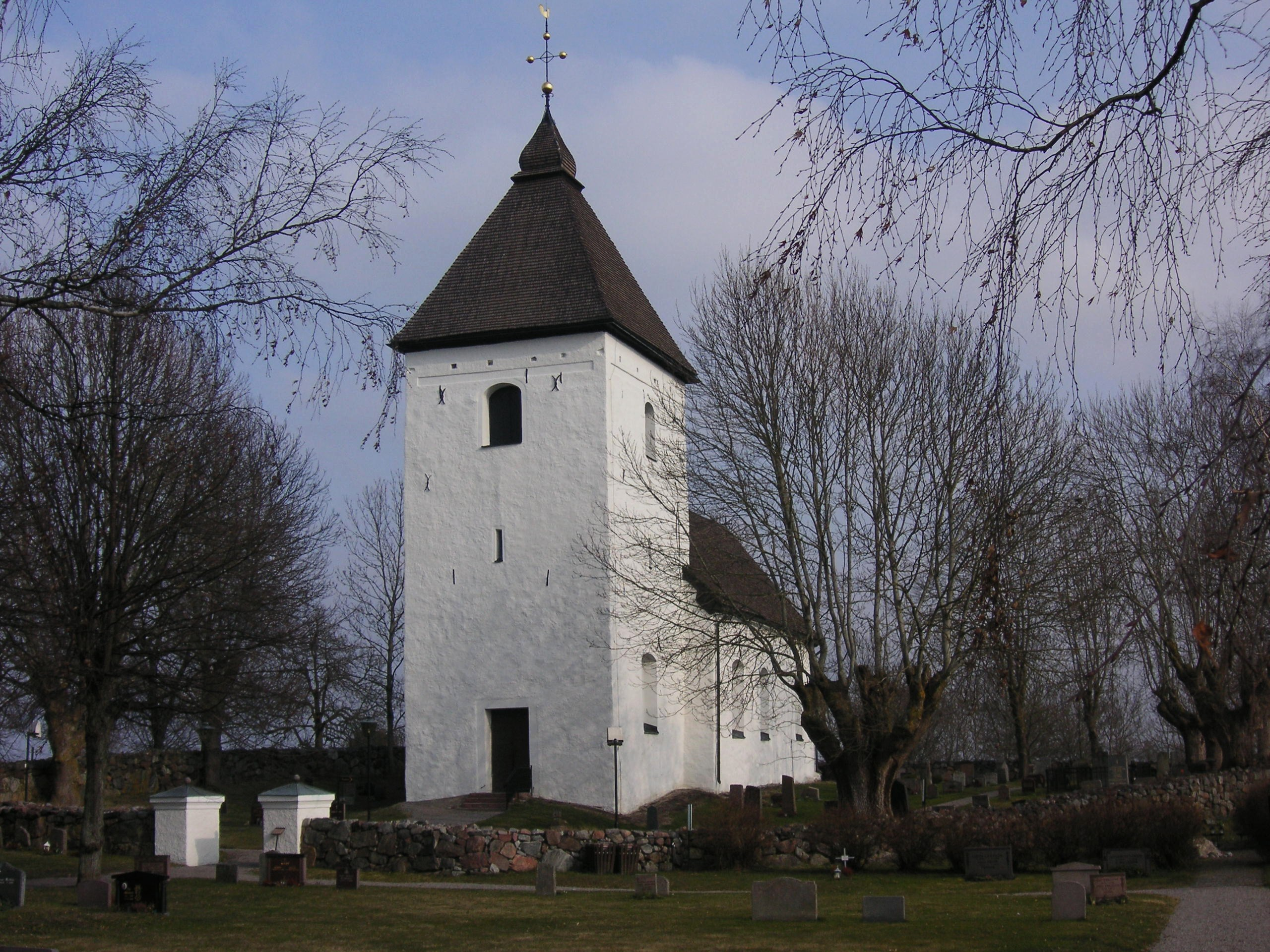
Kościół romański założony w XII wieku.
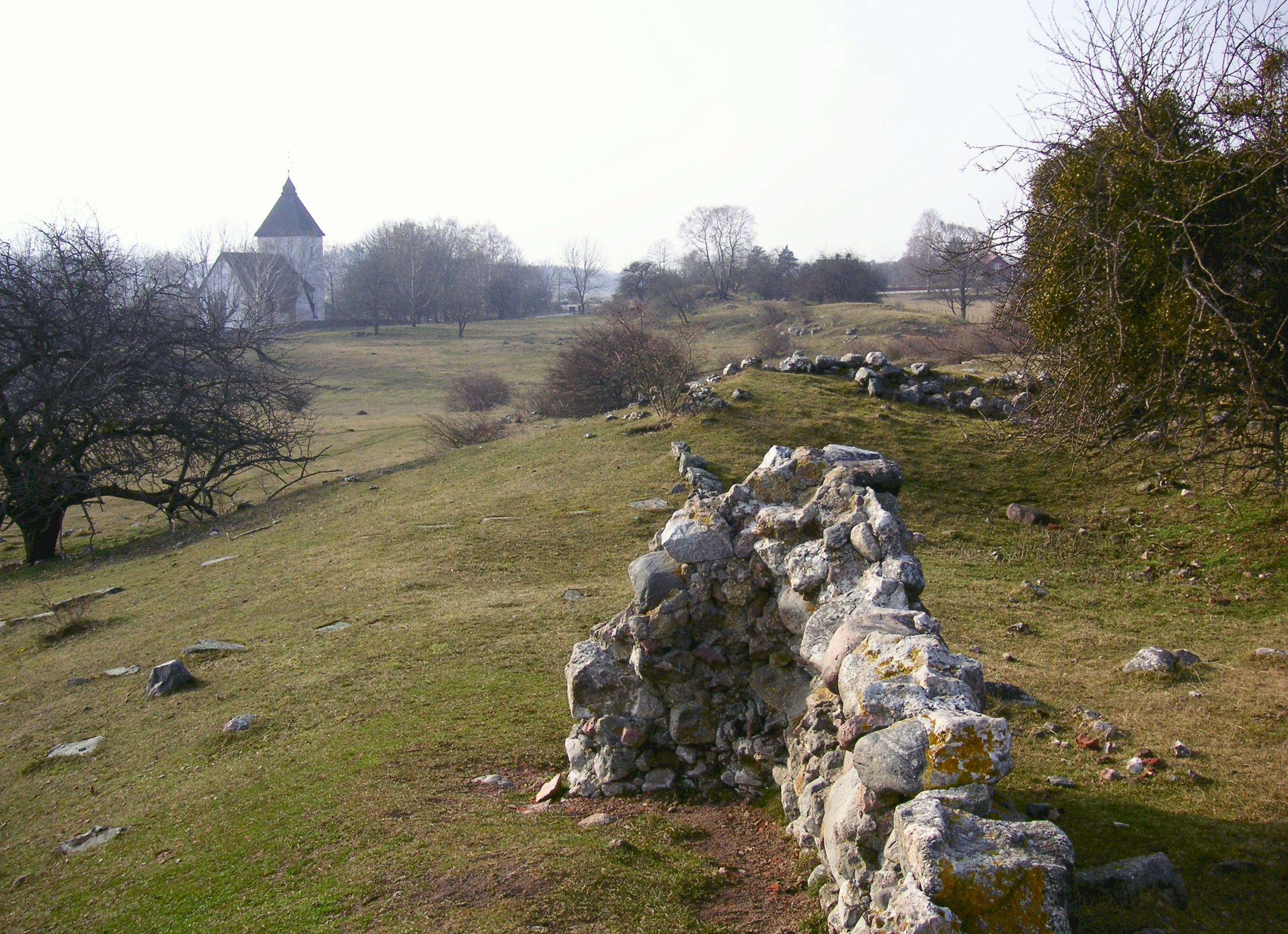
Pozostałości królewskiego dworu.
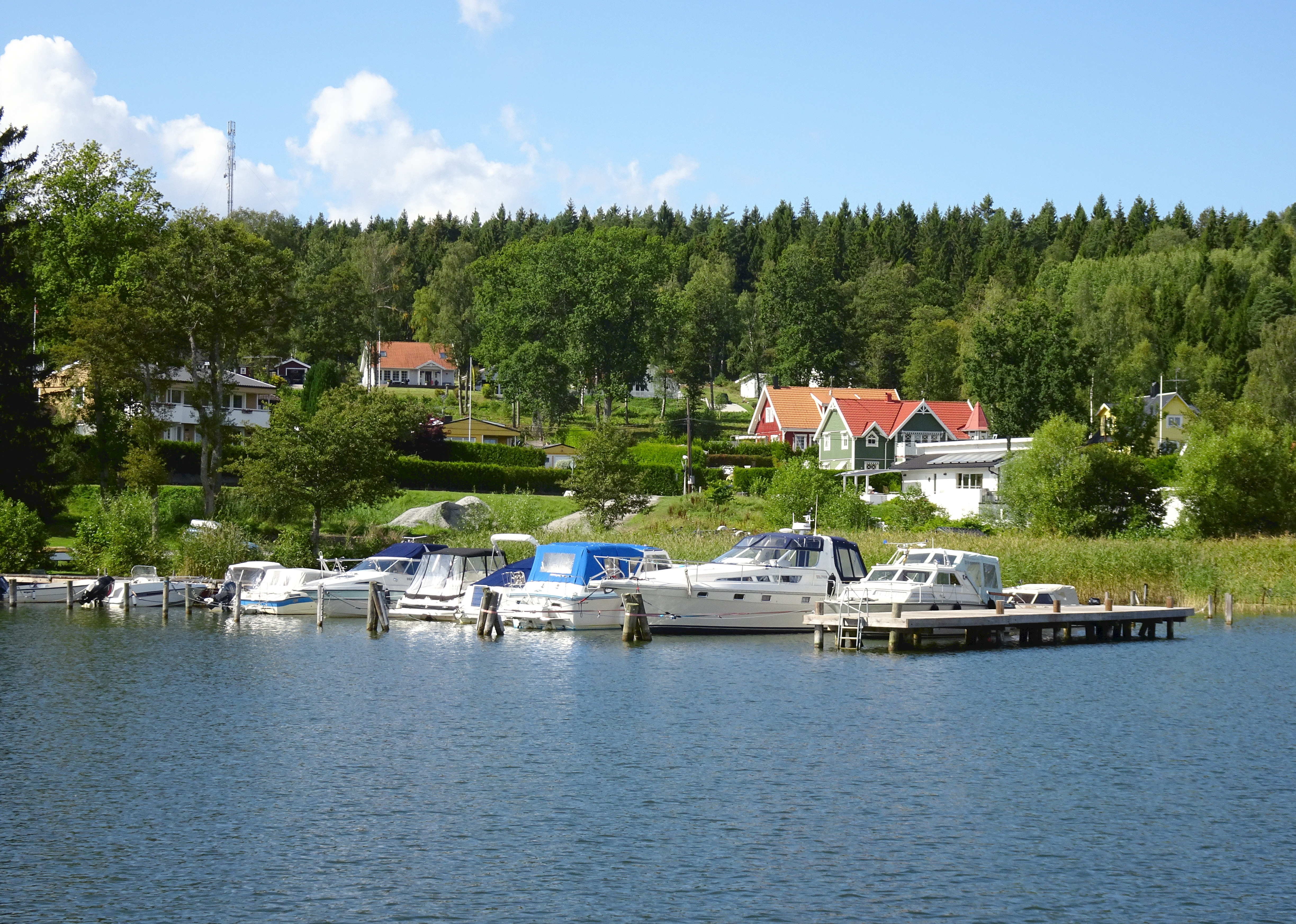
Port w Lilla Stenby.
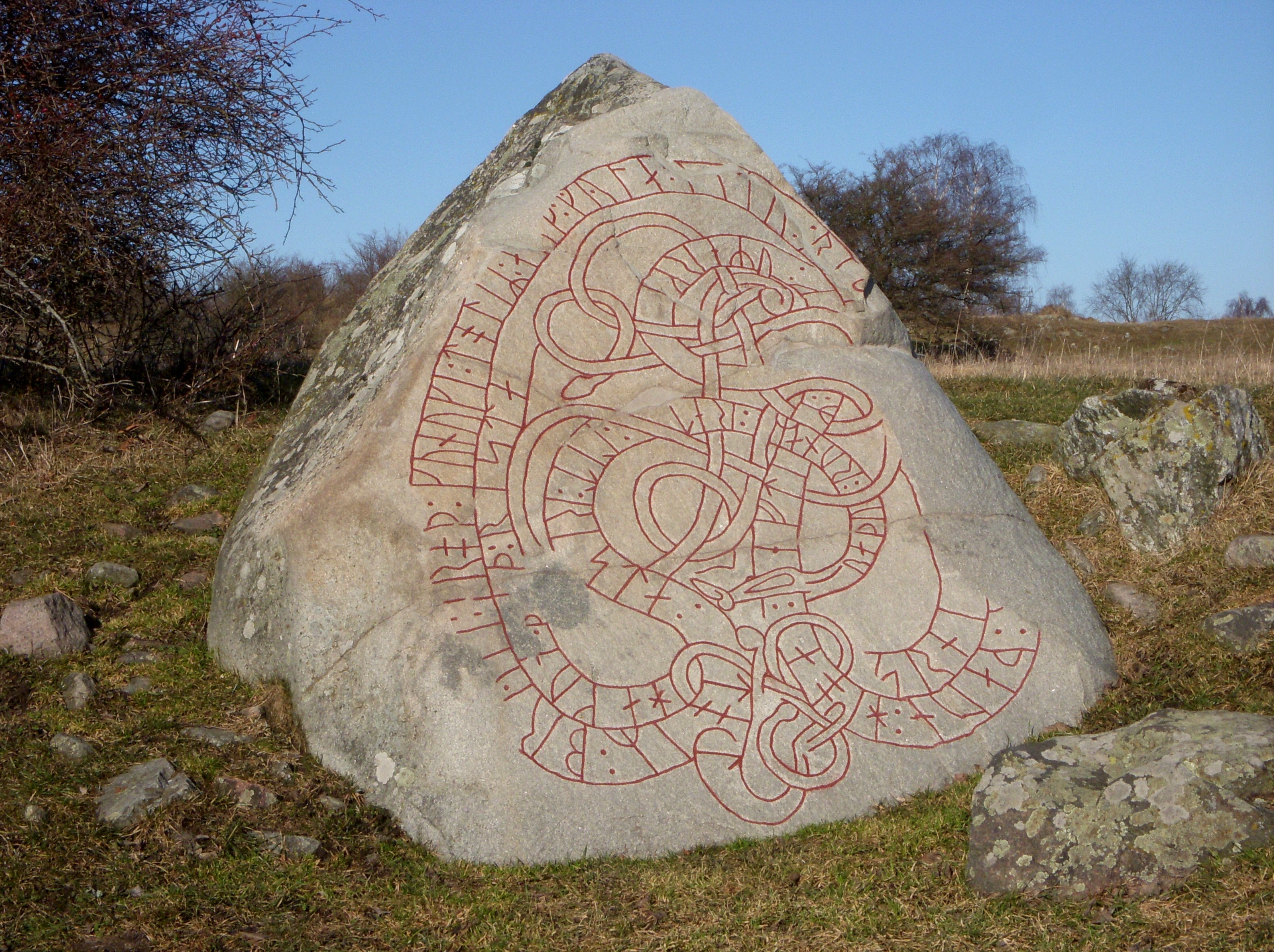
Kamień runiczny z XI wieku.
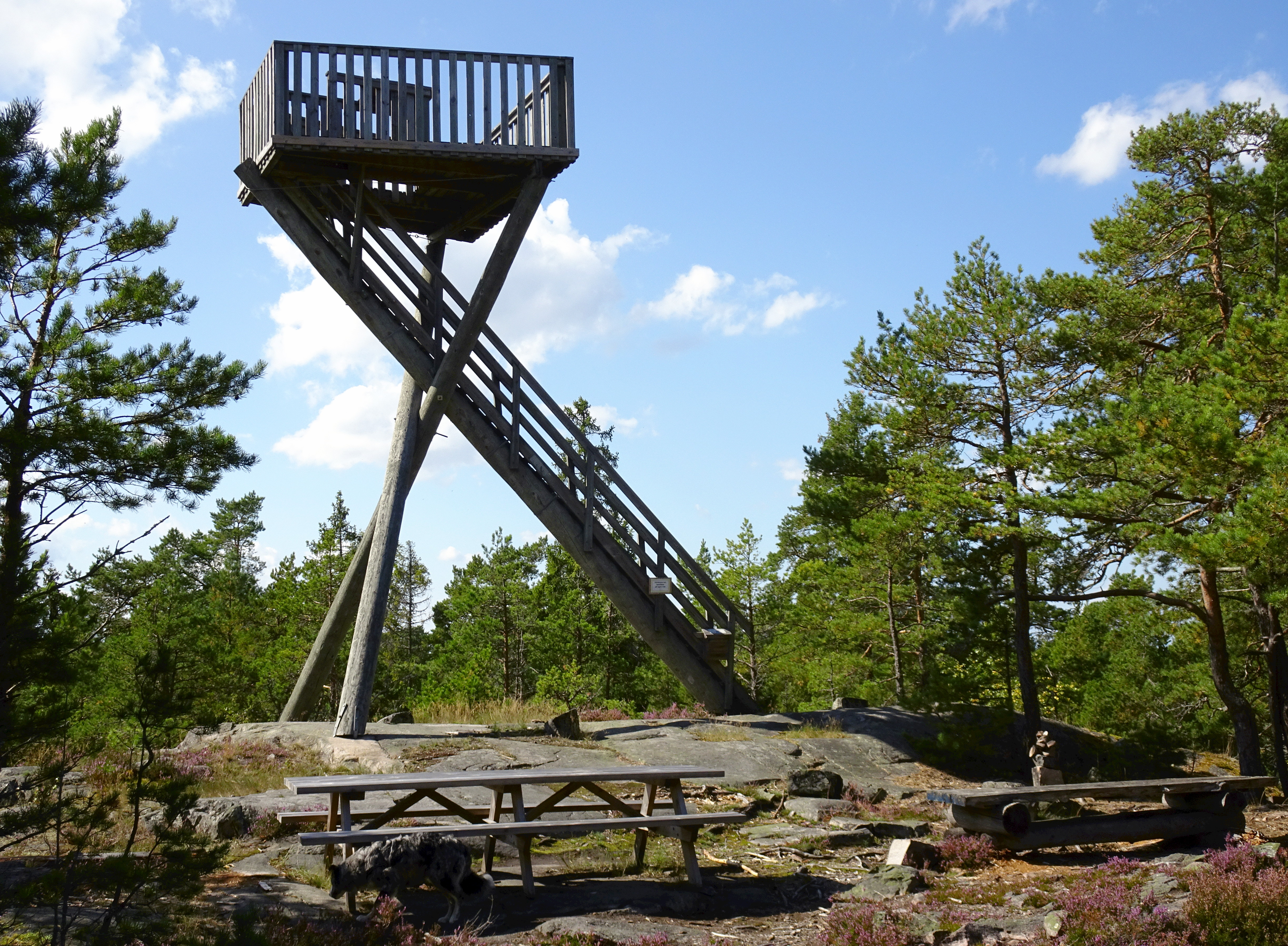
Wieża na górze Kunsta.